# Paolo Simion
Paolo Simion (Castelfranco Veneto, 10 oktober 1992) is een Italiaans wielrenner die reed voor Bardiani CSF.

## Baanwielrennen

### Palmares
| Jaar     | IK                                                          | EK                           | WK       | Overig          |
| Junioren | Junioren                                                    | Junioren                     | Junioren | Junioren        |
| -------- | ----------------------------------------------------------- | ---------------------------- | -------- | --------------- |
| 2009     | Teamsprint, Ploegenachtervolging                            |                              |          |                 |
| 2010     | Ploegenachtervolging, Scratch, Achtervolging                | Omnium, Ploegenachtervolging |          |                 |
| Elite    |                                                             |                              |          |                 |
| 2011     | Ploegenachtervolging                                        |                              |          |                 |
| 2012     | Ploegenachtervolging                                        | Ploegenachtervolging         |          | WB Cali: Omnium |
| 2013     | Ploegenachtervolging, Teamsprint, Ploegkoers, Achtervolging |                              |          |                 |

## Wegwielrennen

### Overwinningen
2010
 Italiaans kampioen op de weg, Junioren
2012
Circuito del Porto-Trofeo Arvedi
2013
Circuito del Porto-Trofeo Arvedi
5e etappe Ronde van Friuli Venezia-Giulia
Puntenklassement Ronde van Friuli-Venezia Giulia
2018
6e etappe Ronde van Kroatië

### Resultaten in voornaamste wedstrijden
| Jaar | Ronde van Italië | Ronde van Frankrijk | Ronde van Spanje |
| ---- | ---------------- | ------------------- | ---------------- |
| 2015 |                  |                     |                  |
| 2016 | 131e             |                     |                  |
| 2017 |                  |                     |                  |
| 2018 | 145e             |                     |                  |
| 2019 | 140e             |                     |                  |

| Jaar | Milaan-San Remo | Gent-Wevelgem | Amstel Gold Race |
| ---- | --------------- | ------------- | ---------------- |
| 2015 | 141e            |               |                  |
| 2016 |                 | 52e           |                  |
| 2017 | opgave          |               | opgave           |
| 2018 |                 |               |                  |
| 2019 |                 |               | opgave           |

## Ploegen
- 2014 –  Bardiani CSF (stagiair vanaf 1-8)
- 2015 –  Bardiani CSF
- 2016 –  Bardiani CSF
- 2017 –  Bardiani CSF
- 2018 –  Bardiani CSF
- 2019 –  Bardiani CSF
- 2020 –  Tianyoude Hotel Cycling Team
- 2021 –  Giotti Victoria - Savini Due

Andreetta · Barbin · Battaglin · Boem · Bongiorno · Chirico · Colbrelli · Manfredi · Piechele · Pirazzi · Ruffoni · Simion · L.Sterbini · S.Sterbini · Tonelli · Zardini
Andreetta · Barbin · Boem · Bongiorno · Chirico · Ciccone · Colbrelli · Maestri · Pirazzi · Rota · Ruffoni · Simion · L.Sterbini · S.Sterbini · Tonelli · Velasco · Zardini
Albanese · Andreetta · Barbin · Boem · Bresciani · Ciccone · Maestri · Maronese · Pacinotti · Pirazzi · Rota · Ruffoni · Simion · Sterbini · Tonelli · Velasco · Wackermann · Zardini · Fortunato (stagiair) · Orsini (stagiair)
Albanese · Andreetta · Barbin · Bresciani · Carboni · Ciccone · Guardini · Maestri · Maronese · Orsini · Rota · Savini · Senni · Simion · Sterbini · Tonelli · Wackermann
Albanese · Barbin · Bresciani · Carboni · Covili · Guardini · Maestri · Maronese · Orsini · Pessot · Romano · Rota · Savini · Senni · Simion · Tonelli · Wackermann